# Trichofeltia johanseni
Trichofeltia johanseni är en fjärilsart som beskrevs av Beutelspacher 1983. Trichofeltia johanseni ingår i släktet Trichofeltia och familjen nattflyn. Inga underarter finns listade i Catalogue of Life.